# Hane
Hane (Idioma japonés:羽) es el segundo álbum de la cantante japonesa de I've Sound, KOTOKO. Se trata del primer álbum que la cantante publica con I've Sound, y es también el primero que publica con Geneon, la que a partir de entonces sería su discográfica, razón por la que este disco está considerado como el debut oficial de cara al gran público de la vocalista.
Al contrario que su disco anterior, Hane, cuenta con una producción y unos arreglos más sofisticados, y en lo referente al estilo musical, la cantante evoluciona hasta un sonido a medio camino entre el Synthpop, el Pop y el Rock. El disco incluye tres canciones de su trabajo anterior que fueron de nuevo arregladas y adecuadas al estilo que la vocalista desarrolla en este álbum.
El álbum fue publicado el día 21 de abril del año 2004, con una edición limitada de CD y DVD y más tarde con una edición regular solamente de CD. El DVD de la edición especial contiene el videoclip y el making de Hane, la canción titular del disco. Dos años después, en el año 2006, se lanzó una reedición en inglés del disco.
Respecto a las ventas de este disco, Hane tuvo una cálida acogida y fue un éxito rotundo llegando a alcanzar el puesto séptimo del Orion, vendiendo más de 40.000 copias.
Al poco de publicarse el álbum, KOTOKO empezó una gira promocional por las principales ciudades de Japón.

## Canciones
1. Introduction
Composición: Maiko Iuchi
Arreglos: Kazuya Takase y Tomoyuki Nakazawa
2. Asura
Letra: KOTOKO
Composición y arreglos: Kazuya Takase
3. Fuyu no shizuku (冬の雫)
Letra y composición: KOTOKO
Arreglos: Kazuya Takase
4. Hayategumo (疾風雲)
Letra y composición: KOTOKO
Arreglos: Kazuya Takase y Tomoyuki Nakazawa
5. Gratitude (大きな栗の木の下で)
Letra: KOTOKO
Composición y arreglos: Tomoyuki Nakazawa
6. Gennei (幻影)
Letra y composición: KOTOKO
Arreglos: SORMA N.º 3
7. Itai yo (痛いよ)
Letra y composición: KOTOKO
Arreglos: Atsuhiko Nakatsubo
8. Hitorigoto (ひとりごと)
Letra y composición: KOTOKO
Arreglos: Kazuya Takase
9. Koe ga todoku nara (声が届くなら)
Letra y composición: KOTOKO
Arreglos: CG Mix
10. Lament
Letra: KOTOKO
Composición y arreglos: Kazuya Takase
11. Ashiato (足あと)
Letra y composición: KOTOKO
Arreglos: Tomoyuki Nakazawa
12. Hane (羽)
Letra y composición: KOTOKO
Arreglos: Kazuya Takase
13. Kanariya (カナリヤ)
Letra y composición: KOTOKO
Arreglos: SORMA N.º 3

- Datos: Q863322